# Kaiserpokal 1999
Der Kaiserpokal 1999 war die 79. Austragung des Kaiserpokals, des höchsten japanischen Fußballpokalwettbewerbs. Sieger des Wettbewerbs waren die Nagoya Grampus Eight.

## Ergebnisse

### 1. Runde
|                                  | Ergebnis        |                                  |
| -------------------------------- | --------------- | -------------------------------- |
| Juntendō-Universität             | 2:0             | Aichi-Gakuin-Universität         |
| Tochigi SC                       | 0:2             | Júbilo Iwata U-18                |
| Kusatsu Higashi High School      | 0:2             | FC Tokyo                         |
| Hatsushiba Hashimoto High School | 2:1             | Universität Hachinohe            |
| Nippon-Bunri-Universität         | 1:2             | Sagan Tosu                       |
| Nagoya SC                        | 3:4             | Jatco                            |
| Maebashi Commercial High School  | 1:2             | Ventforet Kofu                   |
| Sony Sendai FC                   | 2:1             | Universität Iwate                |
| Maruoka High School              | 01:11           | Otsuka Pharmaceutical            |
| Yamaguchi Teachers               | 2:3             | Universität Fukuoka              |
| Blaze Kumamoto                   | 0:8             | Montedio Yamagata                |
| Okinawa International University | 0:2             | Teihens FC                       |
| FC Primeiro                      | 0:2             | Albirex Niigata                  |
| Sportuniversität Kanoya Club     | 1:0             | Kōnan-Universität                |
| Nara-Sangyo-Universität          | 2:7             | Denso                            |
| Iwami FC                         | 7:3             | Tokushima Commercial High School |
| Kunimi High School               | 0:4             | Kokushikan-Universität           |
| Senshū-Universität               | 1:0             | Yamagata FC                      |
| Universität Hiroshima            | 0:6             | Oita Trinita                     |
| Kakamihara High School           | 2:8             | ALO's Hokuriku                   |
| Hannan-Universität               | 1:2             | Consadole Sapporo                |
| Mind House TC                    | 2:1             | Mitsubishi Mizushima             |
| Nankoku Kochi FC                 | 3:7             | Honda Motors                     |
| Kagawa Shiun FC                  | 4:3             | Nissei Plastic Industrial        |
| Honda Lock                       | 0:5             | Vegalta Sendai                   |
| Mito HollyHock                   | 5:1             | TDK                              |
| Sakai High School                | 0:6             | Omiya Ardija                     |
| Nirasaki Astros                  | 4:4 (2:4 i. E.) | Dohto-Universität                |
| Ehime FC                         | 0:3             | Kawasaki Frontale                |
| Josai-Universität                | 4:1             | Kyushu Inax                      |
| Ritsumeikan-Universität          | 2:1             | Universität Tsukuba              |
| Yokohama FC                      | 8:0             | Universität Niigata              |

### 2. Runde
|                         | Ergebnis        |                                  |
| ----------------------- | --------------- | -------------------------------- |
| Juntendō-Universität    | 3:0             | Júbilo Iwata U-18                |
| FC Tokyo                | 6:0             | Hatsushiba Hashimoto High School |
| Sagan Tosu              | 2:1             | Jatco                            |
| Ventforet Kofu          | 0:0 (3:4 i. E.) | Sony Sendai FC                   |
| Otsuka Pharmaceutical   | 0:2             | Universität Fukuoka              |
| Montedio Yamagata       | 3:0             | Teihens FC                       |
| Albirex Niigata         | 1:0             | Sportuniversität Kanoya Club     |
| Denso                   | 7:0             | Iwami FC                         |
| Kokushikan-Universität  | 1:2             | Senshū-Universität               |
| Oita Trinita            | 10:0            | ALO's Hokuriku                   |
| Consadole Sapporo       | 3:0             | Mind House TC                    |
| Honda Motors            | 6:0             | Kagawa Shiun FC                  |
| Vegalta Sendai          | 1:2             | Mito HollyHock                   |
| Omiya Ardija            | 3:0             | Dohto-Universität                |
| Kawasaki Frontale       | 5:1             | Josai-Universität                |
| Ritsumeikan-Universität | 1:4             | Yokohama FC                      |

### 3. Runde
|                      | Ergebnis        |                      |
| -------------------- | --------------- | -------------------- |
| Júbilo Iwata         | 2:0             | Juntendō-Universität |
| Bellmare Hiratsuka   | 3:4             | FC Tokyo             |
| Kashima Antlers      | 1:0             | Sagan Tosu           |
| Nagoya Grampus Eight | 4:0             | Sony Sendai FC       |
| Cerezo Osaka         | 4:1             | Universität Fukuoka  |
| Vissel Kobe          | 0:0 (3:4 i. E.) | Montedio Yamagata    |
| Urawa Reds           | 3:1             | Albirex Niigata      |
| Kashiwa Reysol       | 4:2             | Denso                |
| Shimizu S-Pulse      | 2:1             | Senshū-Universität   |
| Kyoto Purple Sanga   | 1:0             | Oita Trinita         |
| Avispa Fukuoka       | 1:0             | Consadole Sapporo    |
| Sanfrecce Hiroshima  | 3:2             | Honda Motors         |
| Yokohama F. Marinos  | 2:1             | Mito HollyHock       |
| Gamba Osaka          | 1:0             | Omiya Ardija         |
| JEF United Ichihara  | 2:3             | Kawasaki Frontale    |
| Verdy Kawasaki       | 3:2             | Yokohama FC          |

### Achtelfinale
|                     | Ergebnis        |                      |
| ------------------- | --------------- | -------------------- |
| Júbilo Iwata        | 3:0             | FC Tokyo             |
| Kashima Antlers     | 1:2             | Nagoya Grampus Eight |
| Cerezo Osaka        | 3:4             | Montedio Yamagata    |
| Urawa Reds          | 0:2             | Kashiwa Reysol       |
| Shimizu S-Pulse     | 2:2 (4:2 i. E.) | Kyoto Purple Sanga   |
| Avispa Fukuoka      | 1:2             | Sanfrecce Hiroshima  |
| Yokohama F. Marinos | 2:1             | Gamba Osaka          |
| Kawasaki Frontale   | 1:3             | Verdy Kawasaki       |

### Viertelfinale
|                     | Ergebnis |                      |
| ------------------- | -------- | -------------------- |
| Júbilo Iwata        | 0:1      | Nagoya Grampus Eight |
| Montedio Yamagata   | 0:2      | Kashiwa Reysol       |
| Shimizu S-Pulse     | 0:2      | Sanfrecce Hiroshima  |
| Yokohama F. Marinos | 0:1      | Verdy Kawasaki       |

### Halbfinale
|                      | Ergebnis |                |
| -------------------- | -------- | -------------- |
| Nagoya Grampus Eight | 2:0      | Kashiwa Reysol |
| Sanfrecce Hiroshima  | 7:2      | Verdy Kawasaki |

### Finale
|                      | Ergebnis |                     |
| -------------------- | -------- | ------------------- |
| Nagoya Grampus Eight | 2:0      | Sanfrecce Hiroshima |